# Farrea convolvulus
Farrea convolvulus är en svampdjursart som beskrevs av Schulze 1899. Farrea convolvulus ingår i släktet Farrea och familjen Farreidae. Inga underarter finns listade i Catalogue of Life.